# Brazey-en-Plaine
Brazey-en-Plaine este o comună în departamentul Côte-d'Or, Franța. În 2009 avea o populație de 2,530 de locuitori.

## Evoluția populației
| An        | 1975  | 1982  | 1990  | 1999  | 2006  | 2009  |
| --------- | ----- | ----- | ----- | ----- | ----- | ----- |
| Populație | 2,181 | 2,415 | 2,499 | 2,457 | 2,553 | 2,530 |